# Hôtel de Bretonvilliers
L'hôtel de Bretonvilliers est le nom attribué aux vestiges d'un ancien hôtel particulier bâti de 1637 à 1642 sur l'île Notre-Dame (actuelle île Saint-Louis) à Paris en France et dont la majeure partie fut démolie en 1874.

## Localisation
Il est situé rue de Bretonvilliers et rue Saint-Louis-en-l'Île, dans le 4e arrondissement de Paris.

## Histoire
Dessiné par l'architecte Jean Androuet du Cerceau, pour le compte de Claude Le Ragois de Bretonvilliers (1582-1645), secrétaire au Conseil du Roi Louis XIII, financier ayant des intérêts dans les fermes, ce palais avec jardins et terrasses fut édifié de 1637 à 1642 avec six hôtels de rapport par l'architecte Pierre Le Muet. Décor de Simon Vouet en 1643, de Sébastien Bourdon en 1663 pour la Grande Galerie. Œuvres de Mignard et Poussin.
Claude Le Ragois de Bretonvilliers mourut en son hôtel en 1645, de même que sa femme Marie Accarie, en 1653. Pendant son veuvage, cette dernière fit réaliser des travaux complémentaires et des embellissements qui rendirent célèbre la maison appartenant à Madame de Bretonvilliers dont la façade sur jardin tournée vers la Seine fut gravée par Israël Silvestre en 1652. Les travaux furent continuellement poursuivis par ses héritiers, notamment son fils Bénigne Le Ragois de Bretonvilliers († 1700), maître et président des comptes.
Loué par les Bretonvilliers à partir de 1719 à la Ferme générale, qui y transfère ses bureaux : Bureau Général des Aydes, Bureau Général des Privilégiés par arrêt du 2 octobre 1774. L'Hôtel accueille le Bureau du Comité préparatoire du Conseil de la Ferme dont Lavoisier est membre. La Ferme y dispose d'une imprimerie où exerce en 1740 le libraire imprimeur Gilles Lamesle. Monsieur Marin de La Haye, fermier général y loue des locaux.
En 1790, saisie révolutionnaire des bâtiments. En 1791, l'imprimerie est louée au député Pierre Samuel Du Pont de Nemours député de Nemours à la Constituante. En 1793, le bâtiment est occupé par une Manufacture de fusil, partagé et enfin vendu par loterie en Mai 1795.
L'hôtel fut détruit en 1840 puis 1874 pour l'édification du pont de Sully et le percement du Boulevard Henri-IV. Il n'en subsiste qu'un pavillon.
Le pavillon à arcade est classé au titre des monuments historiques depuis le 1er avril 1986, alors que la totalité de l'hôtel est inscrit au titre des monuments historiques depuis cette même date.

## Galerie

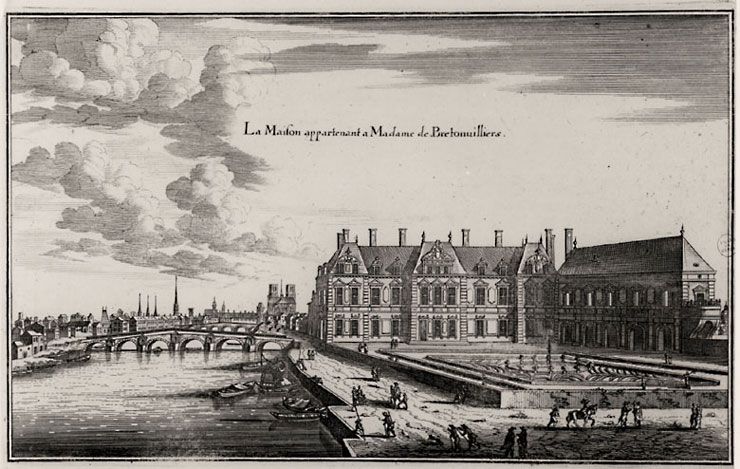
Façade sur jardin de l'hôtel de Bretonvilliers à la pointe est de l'île Notre-Dame 1652.
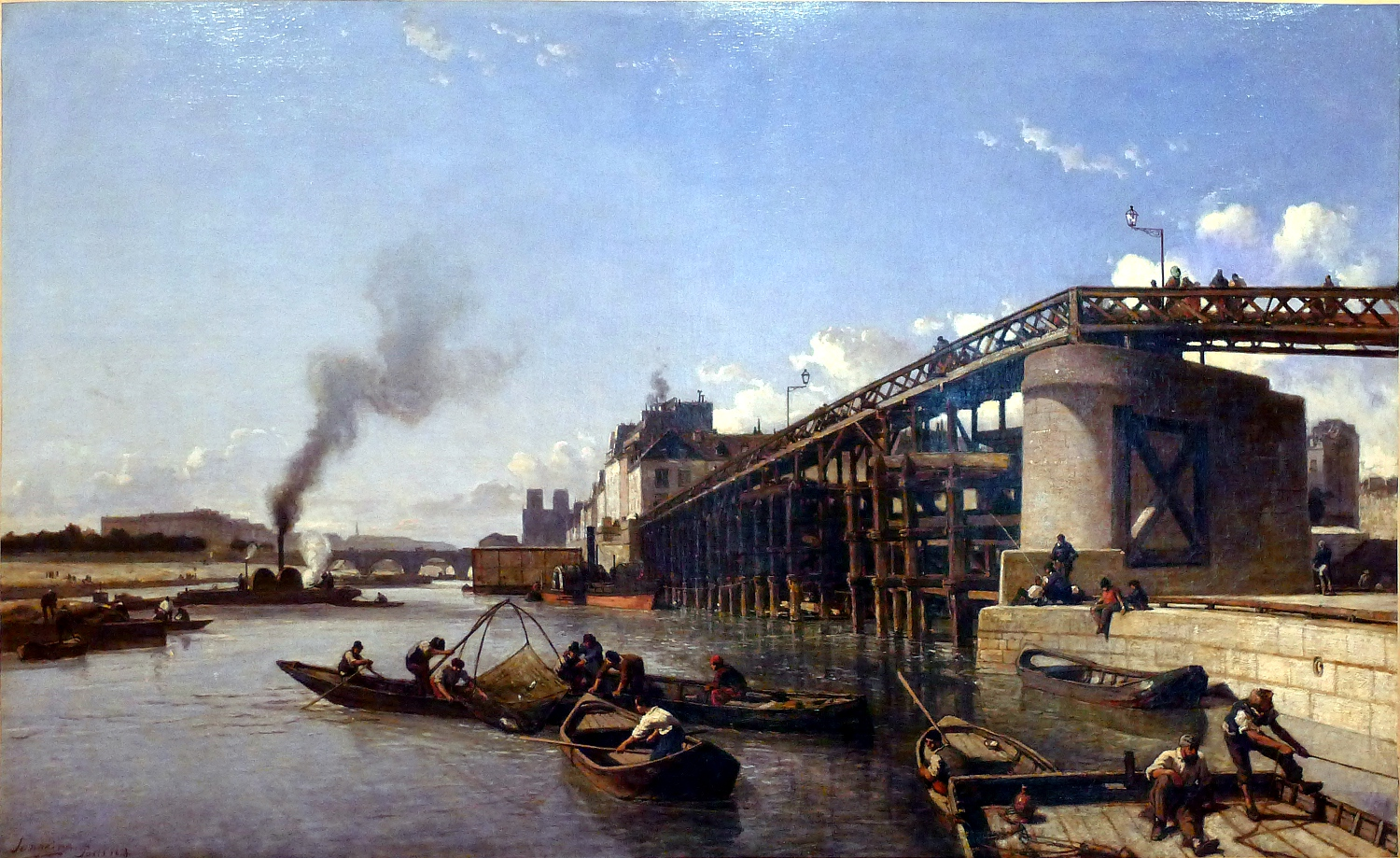
La passerelle de l'Estacade barrant la vue sur l'ancien hôtel de Bretonvilliers 1853.
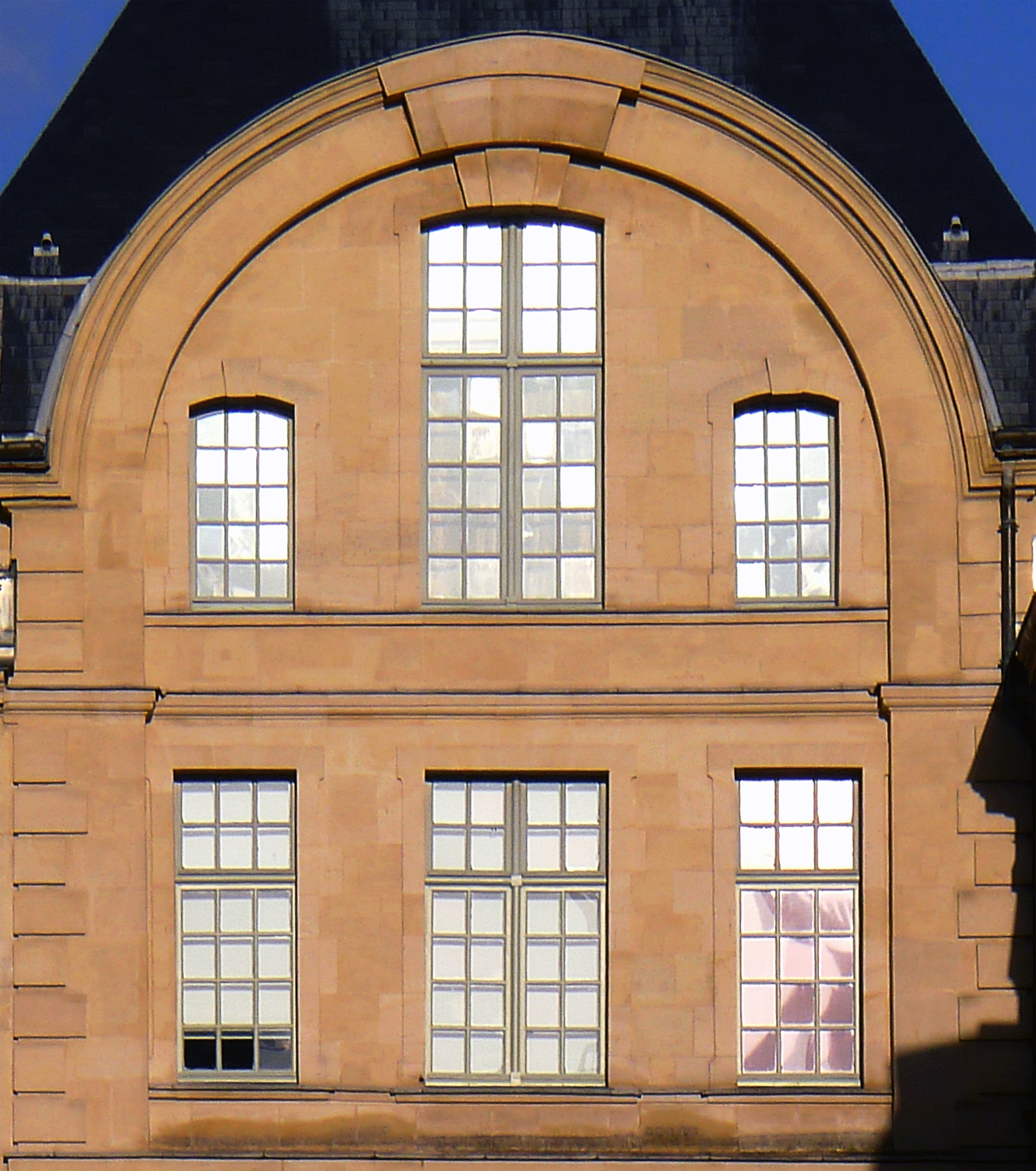
Détail de la façade du pavillon rescapé.
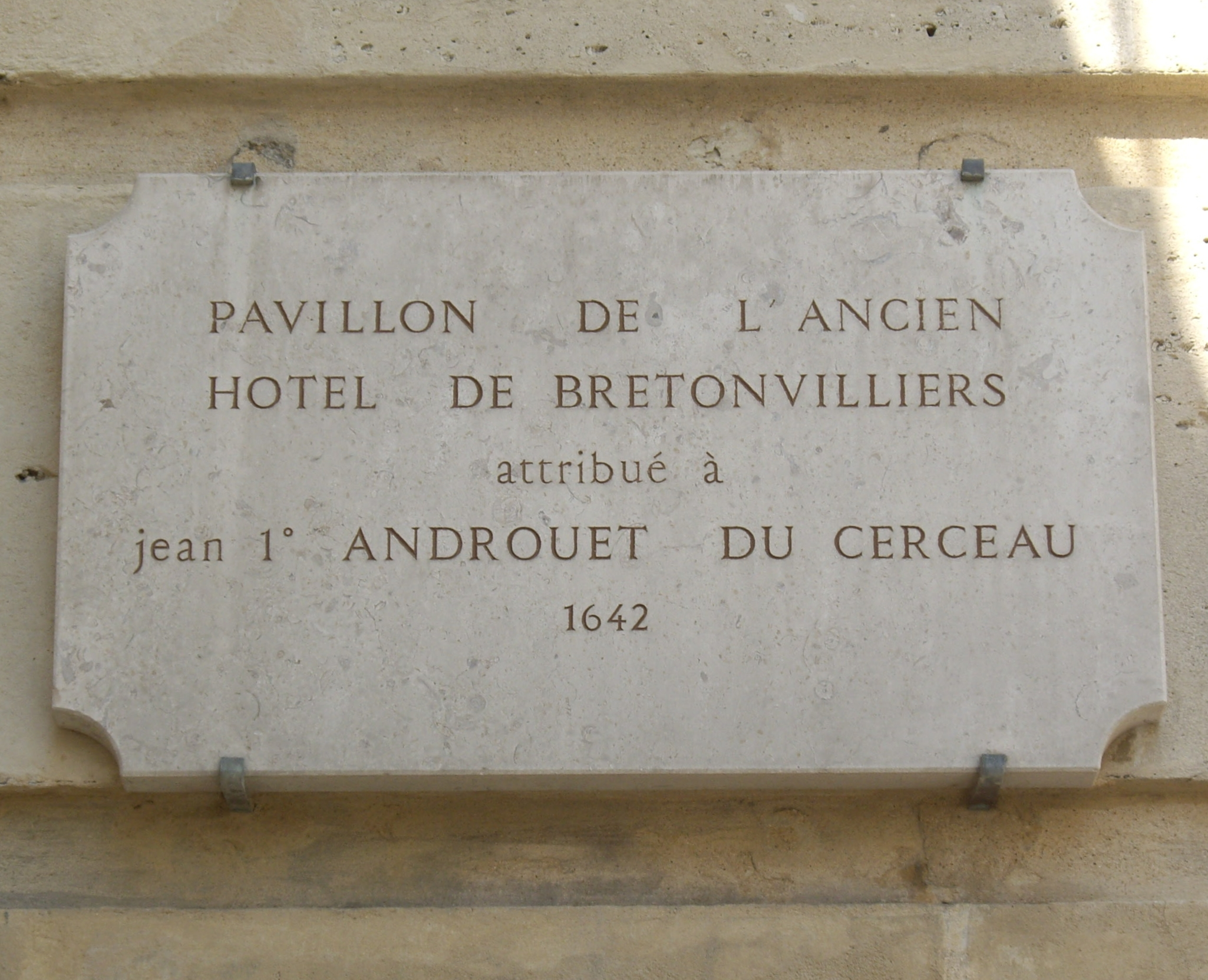
Attribution à Jean Androuet du Cerceau.